# Кейтель, Бодвин
Бодвин Клаус Эдуард Кейтель (нем. Bodewin Claus Eduard Keitel; 25 декабря 1888, поместье Хельмшероде в западном Брауншвейге — 29 июля 1952, Гетценхоф Боденфельде) — немецкий офицер, последним удостоенный звания Генерал пехоты во время Второй мировой войны, и начальник управления личного состава сухопутных сил вермахта. Участник Первой и Второй мировых войн. Младший брат генерал-фельдмаршала Вильгельма Кейтеля.

## Биография
Родился в поместье Хельмшероде в западном Брауншвейге 25 декабря 1888 года, с разницей в шесть лет со старшим братом Вильгельмом Кейтелем. Он родился в семье состоятельного помещика Карла Вильгельма Августа Луиса Кейтеля (1854—1934) и Аполлонии Кейтель, урождённой Фиссеринг (1855—1888). Это поместье было куплено ещё его дедом, окружным королевским советником Карлом Вильгельмом Эрнстом Кейтелем в 1871 году, и всё это время Кейтелям приходилось расплачиваться с кредиторами, и потому семья жила не слишком богато. После его рождения его мать Аполлония скончалась от родильной горячки. Так же, как и старший брат, чтобы не обременять семью, поступил на военную службу в кайзеровскую армию. В 1909 году в качестве фаненюнкера и кандидата в офицеры (Offizieranwärter)он вступил в ряды 10-го Егерского батальона в Госларе.
Первую мировую войну он встретил в качестве командира взвода в 10-м Егерском батальоне. В феврале 1915 года он получил следующий чин оберлейтенента и вскоре после этого стал уже командиром роты в этом же батальоне. 18 июня 1915 года он был переведён в 3-й Егерский батальон, где также получил под своё командование роту. В декабре 1917 года он получил следующий чин гауптмана и затем в этом звании 6 ноября 1918 года (то есть менее чем за неделю до окончания войны) был назначен командиром 3-го батальона 32-го пехотного полка.
После окончания Первой мировой войны Кейтель был переведён в состав рейхсвера и отправлен служить обратно в 10-й Егерский батальон. В ходе демобилизации кайзеровской армии он в период с 21 декабря 1918 года по 12 февраля 1919 года исполнял обязанности командира батальона, а затем командовал ротами в разных батальонах. К моменту прихода Гитлера к власти Бодвин Кейтель дослужился до подполковника.
С 1 марта 1933 года он командовал 3-м батальоном 2-го пехотного полка. После получения звания «Полковник» он был назначен начальником штаба 11-го армейского корпуса. Затем 2 октября 1937 года он был переведён на должность начальника отдела образования (T4) в главном штабе сухопутных сил (Generalstab des Heeres). Но особенно быстро его карьера пошла вверх после 4 февраля 1938 года, когда Гитлер назначил его старшего брата начальником OKW. Бодвин Кейтель сразу же получил звание генерал-майора и был назначен 28 февраля 1938 года начальником управления личного состава сухопутных сил Третьего рейха (Chef des Heerespersonalamtes) или HPA. На данной должности он находился до 1 октября 1942 года.
Служебная карьера Бодвина Кейтеля очень сильно зависела от положения его старшего брата. Когда Вильгельм Кейтель пребывал в фаворе у Гитлера, очередные воинские звания сыпались на Бодвина как из рога изобилия. За один год он из генерал-лейтенанта превратился в генерала пехоты, при этом совершенно не участвуя в разгоревшихся сражениях Второй мировой войны. Но стоило старшему Кейтелю временно попасть в опалу у фюрера, как младший Кейтель тут же был в период с 1 октября 1942 года по 28 февраля 1943 года отправлен в отпуск «для восстановления здоровья». На место Кейтеля в HPA назначили генерал-майора Рудольфа Шмундта.
1 марта 1943 года Кейтель был назначен заместителем командира 20-го армейского корпуса и, таким образом, он стал командующим XX военным округом Третьего рейха. Штаб округа располагался в Данциге. Территория военного округа включала бывший «вольный город Данциг», западную часть Восточной Пруссии и зону старого «Польского коридора». В обязанности Бодвина Кейтеля входили призыв, набор и обучение новобранцев в подведомственном ему районе, комплектование и пополнение личного состава, включая воинский учёт и призыв, проведение мобилизации, обучение призванных солдат, унтер-офицеров и курсантов, углубленное обучение личного состава, в том числе старшего офицерского состава, отправка обученного личного состава в действующие войска, административное управление воинскими училищами и военными объектами, формирование новых высших штабов, боевых и вспомогательных частей, а также обслуживающих частей для всех родов войск, разработка и испытания нового вооружения, формирование новых и пополнение уже существующих дивизий, а также экстренная оборона территории рейха в случае нападения неприятельских войск.
В момент покушения на Гитлера 20 июня 1944 года Кейтель был в инспекционной поездке по территории округа, а его преемник на посту начальника отдела кадров сухопутных сил (HPA) Рудольф Шмундт был тяжело ранен и скончался от полученных травм несколько месяцев спустя. Кейтель некоторое время выжидал, кто возьмёт верх, а затем, узнав по радио о провале заговорщиков, вернулся в Данциг на свой пост. Обязанности командующего округа он исполнял вплоть до 30 ноября 1944 года.
Когда советские войска стали непосредственно угрожать территории военного округа, Бодвина Кейтеля на его посту сменил генерал пехоты Карл-Вильгельм Шпехт. Кейтель некоторое время оставался не у дел. Затем 1 декабря 1944 года Бодвин Кейтель был назначен начальником армии резерва OKH. На этой временной и непрестижной на тот момент должности он пробыл до 1 апреля 1945 года, когда был назначен на ещё менее престижную должность инспектора материально-технического и медицинского обеспечения стрелковых подразделений.
3 мая 1945 года Кейтель сдался в плен американским войскам. Поскольку в ходе судебного преследования Бодвина Кейтеля не признали военным преступником, в 1948 году его выпустили на свободу. Кейтель удалился в поместье Гетценхоф Боденфельде, отошёл от всякой активной деятельности и через несколько лет тихо скончался.

## Прохождениевоенной службы
- Фанен-юнкер — 23 февраля 1909 года
- Лейтенант — 22 августа 1910 года
- Обер-лейтенант — 25 февраля 1915 года
- Гауптман — 18 декабря 1917 года
- Майор — 1 февраля 1928 года
- Оберстлейтенант — 1 октября 1932 года
- Оберст — 1 октября 1934 года
- Генерал-майор — 28 февраля 1938 года
- Генерал-лейтенант — 1 апреля 1940 года
- Генерал пехоты — 1 октября 1941 года